# Vonoklasy
Vonoklasy é uma comuna checa localizada na região da Boêmia Central, distrito de Praha-západ.